# 吉田康彦
吉田 康彦 （よしだ やすひこ、1936年2月4日 - 2024年10月29日）は、日本の国際問題評論家、元埼玉大学教授。大阪経済法科大学アジア太平洋研究センター客員教授。

## 来歴・人物
東京都出身。埼玉県立浦和高等学校、東京大学文学部仏文学科卒業。同大学新聞研究所（現在の同大学大学院情報学環・学際情報学府）修士課程中退。
日本放送協会（NHK）に23年間勤務し、ジュネーヴ支局長、国際局報道部次長を務めた後、1982年に国連職員となる。ニューヨーク、ジュネーヴ、ウィーンにて勤務し、国際原子力機関（IAEA）広報部長などを務め、1990年に帰国。
1993年より埼玉大学教養学部教授となり、国連、国際機構、NGO（非政府組織）、核・原子力問題、朝鮮半島問題についての解説・評論記事を数多く執筆。また、テレビ・新聞等のメディアで頻繁に登場し、発言している。2001年に同大学を定年退官後は、大阪経済法科大学教授を経て、同大学アジア太平洋研究センター客員教授。他に財団法人日本国際フォーラム有識者政策委員、「核・エネルギー問題情報センター」常任理事、「放射線教育フォーラム」理事、「ポリシーフォーラム」共同代表・編集長、「北朝鮮人道支援の会」代表、日本国際フォーラム政策委員などを務めた。
2024年10月29日、敗血症のため死去。88歳没。
子息の吉田徹は政治学者。

## 北朝鮮による日本人拉致問題との関わり
吉田は北朝鮮による日本人拉致問題について、1997年に「（拉致は）伝聞に基づくものであり、工作員の特定もされておらず、実態として韓国安企部の情報操作に躍らされている」と述べ、北朝鮮による犯行を否定していた。これらの発言などから、拉致被害者家族の支援者や右派系メディア・論壇などから「拉致否定派」として批判を受けることがある。
批判に対して吉田は、北朝鮮による日本人拉致そのものを否定したことはないと弁明しているが、「拉致軽視」と取られかねない主張を自身のホームページや毎日新聞などへ寄稿しており、『文藝春秋』での西岡力との対談で「私は拉致疑惑事件は大韓民国政府公安機関の安全企画部による謀略ないしデッチあげ、と信じる」と述べていた。

## 著書

### 単著
- 『スイスという国』（日本放送出版協会、1974年）
- 『不思議の国スイス』（駸々堂出版、1977年）
- 『国連広報官――国際機関からの証言』（中央公論社［中公新書］、1991年）
- 『美辞麗句を使うべし――国連10年の異文化体験』（日本放送出版協会、1992年）
- 『人類を滅ぼす13の危機――新地球社会学』（廣済堂出版、1993年）
- 『図解国連のしくみ――“巨大組織”の神話と現実』（日本実業出版社、1995年）
- 『病める国連――何をどう改革すべきか』（文藝春秋、1995年）
- 『人類サバイバルの条件――21世紀地球社会と日本』（時事通信社、1998年）
- 『国連改革――「幻想」と「否定論」を超えて』（集英社［集英社新書］、2003年）
- 『「北朝鮮核実験」に続くもの――核拡散は止まらない』（第三書館、2006年）
- 『「北朝鮮」再考のための60章』（明石書店、2008年）
- 『北朝鮮を見る、聞く、歩く』（平凡社新書、2009年）

### 共著
- （江田二三夫・漫画）『国連――その役割と活動』（実務教育出版、1995年）

### 編著
- 『国際公務員入門――先輩たちからのメッセージ』（東洋経済新報社、1995年）
- 『国際機関で働こう――就職とサバイバルの最新情報』（中央経済社、1996年）
- 『現代アジア最新事情――21世紀アジア・太平洋諸国と日本』（大阪経済法科大学出版部、2002年／三版, 2004年）
- 『21世紀の平和学――人文・社会・自然科学・文学からのアプローチ』（明石書店、2004年／二版、2005年）

### 共編書
- （明石康監修）『国連に生きる――日本人国連職員の体験記』（世界の動き社、1984年）
- （進藤榮一）『動き出した朝鮮半島――南北統一と日本の選択』（日本評論社、2000年）
- （舘野淳・野口邦和）『どうするプルトニウム』（リベルタ出版、2007年）

### 訳書
- ジャン・ラクチュール『ベトナムの星――ホー・チ・ミンと指導者たち』（サイマル出版会、1968年／普及版、1975年）
- ロレンツ・ストゥッキ『スイスの知恵――経済王国・成功の秘密』（サイマル出版会、1974年／新版、1987年）
- ジェラルド・F.・ターホスト『フォード大統領』（文陽社、1974年）
- ジャック・ドロジ、ジャン＝ノエル・ギュルガン『イスラエル・生か死か（1・2）』（サイマル出版会、1976年）
- チャールズ・バーリッツ『謎の大陸アトランティス』（文陽社 1979年）
- デイビド・ジンク『海底大陸アトランティス――カリブ海に眠る謎の巨石群』（白揚社、1981年）
- クマール・ルペシンゲ『地域紛争解決のシナリオ――ポスト冷戦時代の国連の課題』（スリーエーネットワーク、1994年）
- ラインハルト・ドリフテ『21世紀の日本外交――経済大国からX大国へ』（近代文芸社、1998年）
- ラインハルト・ドリフテ『国連安保理と日本――常任理事国入り問題の軌跡』（岩波書店、2000年）

## 学術論文
- "The Role of Non-Governmental Organizations in Promoting Preventive Diplomacy for Conflict Resolution”『埼玉大学紀要』総合編13巻（1995年3月）
- 「『予防外交』の実証的考察――旧ユーゴ、中東、北朝鮮の事例にみる成功の諸条件」『埼玉大学紀要』教養学部32巻1号（1996年）
- "New Role of Non-Governmental Organizations in a Global Civil Society“『埼玉大学紀要』教養学部32巻2号（1996年）
- "The Role of the UN Security Council in Conflict Resolution in a New Global System”『埼玉大学紀要』教養学部33巻1号（1997年）
- "Global Conflict Resolution and the UN Security Council from the Viewpoint of Japan“in The United Nations, Japan and Sweden, Achievements and Challenges, edited by Bert Edström,(Swedish Institute of International Affairs, 1998).
- 「地球市民が世界を変える」『国際理解（帝塚山学院大学）』30号（1999年3月）
- "Twilight of Japan's Nuclear Power Industry: Bitter Lessons from the Tokai-mura Accident”『埼玉大学紀要』35巻2号（1999年）
- 「朝鮮半島における冷戦構造解消の課題と日本の役割」『埼玉大学紀要』36巻2号（2001年9月）
- 「グローバリゼーションの光と影――『人間の安全保障』を求めて」『国際理解』33号（2002年）
- 「同時多発テロ事件以降の地球社会と日本の対応」『総合研究所年報（大阪経済法科大学）』21号（2002年）
- "Misconceptions in the American Policy toward North Korea: the Past, Present and Future“East Asian Review,Vol.9, (2005).
- "Analytical Report on a Fact-Finding Tour of the DPRK in May 2005: Foreign policy, Japan-DPRK relations and economy”『大阪経済法科大学論集』90号（2006年2月）
- 「実現遠い『東アジア共同体』」『東アジア研究（大阪経済法科大学アジア研究所）』44号（2006年2月）
- 「『東アジア共同体』の理想と現実――ハノイ会議の成果と課題」『東アジア研究』46号（2006年11月）

## 新聞・雑誌への寄稿
- スイス銀行77年の大破局 （『諸君!』1978年12月号）
- 新しい世界秩序を求めて （毎日新聞夕刊文化欄1979年12月8日）
- もうひとつの現実――国際児童年の終わりに （『ENGLISH JOURNAL』1979年12月号）
- アフリカ工業開発への視点――高まる国連への期待 （『聖教新聞』1985年9月7日）
- 国連NGO活動と日本の“不在”――ジュネーブからの提言 （『OISCA』1985年12月号）
- 「核兵器―世界の脅威」展に携わって （『聖教新聞』1985年12月13日）
- 私の国際人論 （『世界週報』1986年10月21日号）
- 草の根国際人のすすめ――国際社会の現場からの提言 （『第三文明』1986年12月号）
- 日本人よ「世界」をめざせ/少なすぎる人的貢献 （朝日新聞 「なぜ、どうする、どうなる」1987年1月17日）
- 根無し草職員、国連で奮戦 （日本経済新聞朝刊文化欄1987年5月4日）
- 数より質、地球市民の自覚を――国際機関が求める人材 （朝日新聞「論壇」1988年3月14日）
- 考えよう原子力の平和利用 （『佼成新聞』<立正佼成会機関紙>1988年4月8日）
- 国際機関の本質、無理解な日本人 （読売新聞「論点」1988年5月13日）
- カネを出すならクチも出そう （『エネルギー・フォーラム』1988年6月号）
- IAEAの活動と将来 （月刊『放射線科学』1988年8月号）
- 第三の国連都市ウィーンからの報告 （『WINDS』<日本航空機内誌>1988年9月号）
- 病的な日本の反原発運動 （『エネルギー・フォーラム』1988年11月号）
- ウィーン発「拝啓、原発アレルギー様」 （『正論』1989年1月号）
- “草の根派”国際人の言い分 （『中央公論』1989年9月号）
- 何のための国際原子力機関（IAEA）か （『中央公論』1989年10月号）
- 国連が告発する女性“割礼” （『中央公論』1990年5月号）
- 国連を日本が乗っ取る日 （『朝日ジャーナル』連載第1回1990年4月6日号）
- 難民保護のとりでを牛耳る北欧マフィア （『朝日ジャーナル』連載第2回1990年4月13日号）
- WHO日本人トップの四面楚歌 （『朝日ジャーナル』連載第3回1990年4月27日号）
- 原発の推進役と化したIAEA （『朝日ジャーナル』連載第4回1990年5月4-11日号）
- 座談会「改めて日本人の“国際化”を問う」 （産経新聞「FORUM91」1991年4月30日）
- 座談会「ODAのあり方をさぐる」（上下） （産経新聞「FORUM91」1991年6月25日）
- 国連改革論議は現実見極めて （朝日新聞「論壇」1991年6月26日）
- 「結婚は人生の墓場」のルーツをさぐる （産経新聞夕刊文化欄1991年6月27日）
- 開発教育を推進しよう （教育新聞「オピニオン欄」1991年7月18日）
- 地球市民と国際人 （教育新聞「コラム」1991年10月14日）
- 水面下で進む国連の機構改革 （『世界週報』1991年11月26日号）
- 拝啓、金日成閣下、核開発を直ちにお止めなさい （産経新聞社『正論』1992年2月号）
- 時代遅れの核査察制度 （朝日新聞「論壇」1992年2月7日）
- “国連崇拝”を卒業せよ （朝日新聞夕刊「言いたい・聞きたい」1992年3月12日）
- どうなる北朝鮮の核/原発推進と核査察の舵取り役IAEA （『正論』1992年5月号）
- 転機を迎えた核不拡散体制 （『世界週報』1992年5月19日号）
- 知らぬは日本人ばかり(1)「国連の正体」 （『新潮45』1992年5月号）
- 知らぬは日本人ばかり(2)「国連マフィアの正体」 （『新潮45』1992年6月号）
- 核管理は幻想である （『文藝春秋』1992年6月号）
- 核査察の実態――佐藤勝巳氏と対談 （『現代コリア』1992年6月号）
- 東アジア非核地帯を――NPT体制見直す時 （毎日新聞「時代の目」1992年6月9日）
- 強まる日本バッシングに正念場のWHO事務局長・中嶋宏 （『正論』1992年7月号）
- 座談会「国連を研究する」 （『月刊コンコース』1992年7月号）
- 日本のODAは質量ともに不足 （産経新聞1992年7月28日）
- 進む国連改革のカヤの外のおかれた日本 （『中央公論』1992年9月号）
- 座談会「国連の現実とまぼろし」――国連OB大いに語る （産経新聞社『正論』1992年10月号）
- 世界の顰蹙を買うWHOの日本人トップ （『新潮45』1992年11月号）
- 明石康と国連の日本人7人のサムライ （『文藝春秋』1992年12月号）
- 「平和維持」で機能強化をめざす国連 （『世界週報』1992年12月8日号）
- 「どうするプルトニウム利用」菊池三郎氏と対談 （日本経済新聞「日曜特集」1992年12月20日）
- 安保理常任理事国入りの費用対効果を考える （『文藝春秋』1993年2月号）
- 国連事務局における日本人職員のコンフリクト・マネージメント （『現代のエスプリ』1993年3月号）
- 国連ガリ構想と日本の妄想――中西輝政氏と対談 （『諸君!』1993年4月号）
- 夢しぼむカンボジアPKO （『世界週報』1993年5月4日号）
- UNTAC（国連カンボジア統治機構）の失敗 （『正論』1993年6月号）
- カンボジア情勢悪化と国連信仰 （朝日新聞「論壇」1993年5月8日）
- 国連100の質問 （『文藝春秋』1993年7月号）
- 国連神話のヴェールを剥ぐ （『サンサーラ』1993年8月号）
- 日曜論争「国連安保理常任理入り」西原正氏と対論 （毎日新聞朝刊1993年10月24日）
- 旧ユーゴ支援は“明石効果”を拝せ （朝日新聞「論壇」1994年1月25日）
- 安保理常任理入りは当然の義務 （『サンサーラ』1994年3月号）
- 予防外交の切り札NGO （読売新聞「論点」1994年2月23日）
- 国連PKOの命運賭けるモザンビークの自衛隊 （『サンサーラ』1994年5月号）
- 黒人の夢を託す南ア制憲議会選挙 （『世界週報』1994年4月26日号）
- モザンビーク型の不戦PKOこそ （毎日新聞「私見/直言」1994年4月20日）
- 国連も加担する北朝鮮バッシングの危険性 （『サンサーラ』1994年6月号）
- NPT体制の矛盾と北朝鮮危機 （『世界週報』1994年6月17日号）
- 北朝鮮の核疑惑解消は対話による一括解決で （『日本の進路』1994年7月号）
- 対米交渉に自身を深める北朝鮮 （『週刊金曜日』1994年9月9日号）
- 安保理常任理入り問題を政争の具にするな （『現代』1994年11月号）
- PKO挫折で注目される予防外交 （『世界週報』1994年10月25日号）
- 核廃絶は夢の夢か―NPT体制恒久化とIAEA核査察 （『軍縮問題資料』1995年9月号）
- 仏核実験への視点――核廃絶に必要な理性的判断 （毎日新聞夕刊文化欄1995年9月19日）
- 核廃絶に向けての日本の課題 （東京新聞夕刊文化欄1995年9月26日）
- 国連の実態を伝えぬ日本のメディア （東京新聞夕刊文化欄1995年10月31日）
- 仏核実験反対は集団ヒステリー （『エネルギーフォーラム』1995年12月号）
- 窮状深刻、今こそ人道援助を――北朝鮮を訪問して （東京新聞朝刊1995年12月31日）
- シンポジウム記録「今こそ日朝国交正常化を!」（正常化促進国民フォーラム刊1996年2月）
- 水害から5カ月――食糧難に苦しむ北朝鮮に援助を （埼玉大学新聞1996年2月1日号）
- 北朝鮮の食料不足に人道支援を （毎日新聞「私見/直言」1996年3月1日）
- 東アジアの原発ブームと矛盾はらむ核不拡散体制 （『21世紀フォーラム』1996年3月31日号）
- 核廃絶は「大いなる幻想」 （『THIS IS 読売』1996年4月号）
- 原子力発電とNPT体制 （季刊『国連』<日本国連協会刊>第4号 1996年5月）
- 「核」の国際管理体制づくりがようやく動く （『世界週報』1996年6月4日号）
- 地球の危機にどう立ち向かうか （『IDEAL FAMILY』<世界平和女性連合機関紙> 1996年6月号）
- 市民本位の国連改革が本格化する （『潮』1996年8月号）
- 根無し草のすすめ （『THIS IS 読売』1996年8月号）
- コメの配給は半減しても平静に見えた北朝鮮 （『世界週報』1996年9月10日号）
- 北朝鮮支援には情報公開が必要 （読売新聞「論点」1996年9月20日）
- 立場を超えて「北」への食糧援助を （毎日新聞「世論フォーラム」1996年9月号）
- 北朝鮮に「風穴」を開けるには （『THIS IS 読売』1996年11月号）
- 進む国連改革/市民主役の世界組織へ （東京新聞夕刊文化欄1996年10月16日）
- 21世紀の国連と日本の役割 （聖教新聞文化欄1996年12月19日）
- 拝啓アナン新国連事務総長殿 （東京新聞夕刊文化欄1997年1月20日）
- 「大きな国連」か「小さな国連」か （エコノミスト特集『世界紛争・テロ事典』1997年1月27日）
- 深刻度ます北朝鮮の食糧危機、しかし体制は揺るがず （季刊『国連』第7号1997年）
- 「国連とNGO/市民の声反映必要」波多野敬雄氏と対談（読売新聞朝刊1997年2月20日）
- 小学生に英語教育は百害あって一利なし （教育新聞「オピニオン」1997年3月2日）
- 黄長燁亡命後の金正日体制 （月刊『政界』1997年4月号）
- 対談「それでも北朝鮮を援助すべきか （『文藝春秋』1997年4月号）
- 民族統一の夢に賭けたドンキホーテ――黄長燁亡命の真相 （『論座』1997年5月号）
- 北朝鮮は崩壊しない! （共同通信社『政経週報』1997年4月7日）
- ボランティアは強制するな! （教育新聞「オピニオン」1997年4月7日）
- 対論「人道支援は国際社会のルール――北朝鮮食糧支援の是非 （東京新聞1997年6月10日）
- 独裁政治であろうと餓死する人を救うのは当然 （『SAPIO』1997年6月25日号）
- 北朝鮮に直ちに人道支援を! （『民族時報』1997年7月1日号）
- 人道支援を急げ!/食糧援助、日本はどうする （『AERA』1997年7月2日号）
- 問題解決のために安保理参加を!――国連改革と日本 （毎日新聞連載企画1997年9月9日）
- 対人地雷禁止NGOのノーベル平和賞受賞 （東京新聞夕刊文化欄1997年10月16日）
- NGOをめぐる7つの誤解 （東京新聞夕刊文化欄1998年2月19日）
- シンポジウム記録「日本・韓国・北朝鮮」 （読売新聞「東京会議」1998年5月1日）
- NPT体制の矛盾と日本の対応 （東京新聞夕刊文化欄1998年5月27日）
- 米国の核の傘に守られている日本に印パを非難する資格はない （『週刊金曜日』98年6月5日号）
- 北朝鮮の食糧危機と朝鮮半島の平和と安定の条件 （『東アジア・レビュー』1998年6月号）
- 北東アジアの非核化へ行動を （朝日新聞「論壇」1998年6月23日）
- 岐路に立つ日本の「核」外交 （『軍縮問題資料』1998年9月号）
- NPT体制という欺瞞 （共同通信社『政経週報』1998年9月7日号）
- 北の真意見極め冷静な対応を――テポドン発射と日本人 （東京新聞夕刊文化欄1998年9月14日）
- 双方の不信と敵視が原因/北朝鮮への誤解と偏見 （東京新聞「ミラー」欄1998年9月29日）
- 日本の報復制裁で対日感情は最悪 （『世界週報』1998年10月28日号）
- 在日朝鮮人に対する迫害と蛮行を問う （『民族時報』1998年12月11日号）
- 米国の世界戦略に立ちはだかるイラクと北朝鮮 （『マスコミ市民』1999年1月号）
- NPTには平和利用保証のプラス効果もある （『エネルギー・レビュー』1999年1月号）
- 潜在核保有国・日本を見る世界の目 （『核・原子力ニューズ』1999年1月15日号）
- イラク空爆は国連中心で解決を! （『週刊金曜日』1999年1月15日号）
- 米国の核の傘を抜け出して国際的信頼と協力を! （『エネルギー・レビュー』1999年2月号）
- 日朝関係――根底にある日本人の朝鮮民族蔑視 （『統一評論』1999年2月号）
- 金正日体制は暴発せず、崩壊せず、生き残る （『国際労働運動』NO.329/1999年3月号）
- 北朝鮮脅威論の虚構と金正日のゲリラ外交 （『軍縮問題資料』1999年4月号）
- 日本人の「国際感覚」を問う （『国際開発ジャーナル』1999年5月号）
- 朝鮮国連軍は「国連軍」に非ず （『軍縮問題資料』1999年6月号）
- 人道的介入の普遍原則確立を! （朝日新聞「論壇」1999年6月2日）
- 国連の理想と現実――日本人の国連観を糺す （『国際労働運動』NO.332/1999年6月号）
- 私はなぜ北朝鮮に援助するのか （岩波『世界』1999年7月号）
- ユーゴはコソボを手放さない （東京新聞夕刊文化欄1999年6月11日）
- ユーゴ空爆の現地を行く （埼玉大学新聞1999年7月3日号）
- 泥沼にならぬ保証ないNATOのコソボ進駐 （『世界週報』1999年7月6日号）
- 北朝鮮脅威論の本質と日朝国交正常化の課題 （月刊『社会民主』1999年7月号）
- 朝鮮半島は本当に危険なのか （『法学セミナー』1999年8月号）
- ユーゴ紛争で見えてきた21世紀 （『IDEAL FAMILY』1999年9月号）
- 米国の経済制裁緩和で自信深める北朝鮮 （『世界週報』1999年11月16日号）
- 問題を先送りした村山訪朝団/「過去の清算」こそ最優先課題 （『週刊金曜日』1999年12月10日号）
- 安保理常任理入り、日本に好機 （読売新聞「論点」2000年3月9日）
- 日朝関係の「遠い夜明け」 （月刊『社会民主』2000年4月号）
- 識者座談会「南北首脳会談開催決まる」 （読売新聞2000年4月11日）
- NGO・市民社会が国連を動かす （『IDEAL FAMILY』2000年5月号）
- 前進は核廃絶への約束だけ/NPTは古証文の繰り返し （『週刊金曜日』2000年5月26日号）
- NPT会議に成果はあったか （東京新聞夕刊文化欄2000年5月31日）
- 識者座談会「南北首脳会談の意義」 （朝日新聞2000年6月16日）
- 「南」との和解だけで「北」のミサイル放棄はあり得ない （『週刊金曜日』2000年6月23日号）
- 日朝国交正常化の課題 （『亜細亜公論』<韓国の月刊誌日本語版>2000年7月号）
- 南北首脳会談の成果と日朝国交正常化の可能性 （月刊『政界』2000年8月号）
- 期待される市民による予防外交 （『軍縮問題資料』2000年8月号）
- 核廃絶へ、まず身近なところから行動を （東京新聞「サンデー版」特集2000年8月13日）
- 南北首脳会談をどうみるか （『法学セミナー』2000年9月号）
- 南北朝鮮和解が日本に問いかけるもの （季刊『理戦』第62号2000年10月）
- アジア諸国との信頼構築を/日本外交の課題 （東大新報2000年8月25日号）
- 書評/キノネス著『北朝鮮・米国務省担当官の交渉記録』 （『世界週報』2000年10月24日号）
- 日朝国交正常化への道は「過去の清算」から始めよう （『週刊金曜日』2000年10月20日号）
- 日朝国交正常化への道 （『軍縮問題資料』2000年11月号）
- 21世紀の必要なのはエリート教育/民主主義とは矛盾せず （教育新聞2000年10月19日）
- 地球市民社会と平和・紛争予防・核軍縮 （『長崎平和研究』第10号2000年11月号）
- 日朝国交正常化への視点/加害者の立場忘れずに （『民族時報』2000年11月11日号）
- 「国連好き」で「国連知らず」の日本人 （『国際開発ジャーナル』2001年1月号）
- 新春対談「南北対話を生かす21世紀の生き方」 （月刊『ENN』<重化学工業通信社刊>2001年1月号）
- 安保理常任理入りは国連改革から （読売新聞「論点」2001年2月23日）
- 21世紀の国連と新しい国際協力 （『国際協力プラザ』<国際協力推進協会刊>2001年4月号）
- 21世紀の安全保障を問う （『軍縮問題資料』2001年6月号）
- 田中真紀子外相よ、官僚との和解を急げ （朝日新聞「私の視点」2001年6月10日）
- 能力過信し、部下の心つかめず――田中真紀子外相の評価 （毎日新聞夕刊特集ワイド2001年6月13日）
- シンポジウム再録「どう動く朝鮮半島」 （毎日新聞大阪本社版夕刊2001年7月5日）
- 「国連システム」の光と影 （『国際開発ジャーナル』2001年9月号）
- 同時テロ/首謀者は国際法廷で裁け （朝日新聞「私の視点」2001年9月21日）
- 報復でなく制裁を――同時多発テロ解決は国連で （『国連支援交流財団ニュース』2001年9月号）
- どう動く、これからの朝鮮半島 （『法学セミナー』2001年1月号）
- アフガニスタン復興――日本の役割を考える （毎日新聞夕刊「特集ワイド」2001年12月10日）
- 核も原子力も同じもの （『核・原子力ニュース』2001年12月15日号）
- 国際刑事裁判所の発足を急げ （毎日新聞「発言席」2001年12月31日）
- 日本は東アジアにおける「負の遺産」解消を （大阪経済法科大学『アジアフォーラム』2002年1月号）
- 国連を見る目の大違い――日本とスイス （東京新聞夕刊文化欄2002年3月11日）
- 永世中立国スイスの国連加盟が意味するもの （毎日新聞夕刊文化欄2002年3月12日）
- 市民社会の台頭と原子力発電 （『電気新聞』原子力特集2002年4月1日）
- 21世紀に必要なのは「法の支配」確立と国連改革 （『日本の進路』2002年5月号）
- テロのない世界に向けて国連の役割 （『IDEAL FAMILY』 2002年5月号）
- 国連改革こそ最大の課題――私はこう考える （『社会新報』2002年5月11日号）
- 無差別テロと大量破壊兵器――21世紀最大の脅威 （『核・原子力ニューズ』2002年4月15日号）
- マスゲームに見る北朝鮮の栄光と孤独 （東京新聞夕刊文化欄2002年5月16日）
- 「日本よ、お前もか」――福田官房長官「非核三原則」見直し発言 （『しんぶん赤旗』2002年6月8日）
- 「過去の清算」なくして拉致解明なし （『週刊金曜日』2002年8月30日号）
- 「国益」とは何か/外務省改革で浮上した論点 （『ポリシーフォーラム』2002年9月1日号）
- 周辺諸国の支援で安定へ――北朝鮮は変わるのか （東京新聞2002年9月19日）
- 悲劇生んだ不正常な関係 （『しんぶん赤旗』2002年9月22日）
- 衝撃と憎悪乗り越え「民族共生」の原点に （『週刊金曜日』2002年9月27日号）
- 東アジア共生と国連強化に活路を （『軍縮問題資料』2002年10月号）
- 対談「日朝首脳会談の歴史的意味」 （『セヌリ』<在日コリアン月刊誌>2002年10月号）
- （北は）拉致問題を対日交渉の切り札として温存していた （『サンデー毎日』2002年10月6日号）
- 拝啓、金正日国防委員長殿 （毎日新聞「発言席」2002年10月21日）
- 疑惑認めて米国を引き込む戦略――ウラン濃縮疑惑 （『週刊金曜日』2002年10月25日号）
- 「核」と外交戦略 （毎日新聞夕刊「特集ワイド」2002年10月28日）
- 日本人拉致問題をめぐる“魔女狩り”は右翼言論ファッショだ （『ポリシーフォーラム』2002年11月1日号）
- 東アジアの平和こそ日本外交の要だ （『SENKI』2002年11月5日号）
- 対談「今後の日朝交渉はいかなる道をたどるのか」 （『セヌリ』2002年11月号）
- 北朝鮮ウォッチャーに向けられた「魔女狩り」 （『噂の真相』2002年12月号）
- 日朝平壌宣言の精神に戻れ （『民族時報』2002年12月15日）
- 米朝対話を必死に呼びかける北朝鮮 （『週刊金曜日』2002年12月30日号）
- 日朝関係打開の道――平壌共同宣言の原点に戻れ （『日本の進路』2003年1月号）
- 北東アジアの平和と安定こそ日本外交の課題 （『ポリシーフォーラム』2003年1月1日号）
- 北の核疑惑はあくまでも交渉カード （『民族時報』2003年1月1日号）
- アメリカン・ベイビーIAEAの役割 （季刊『理戦』第72号2003年1月）
- 日朝憎しみの構造をどう克服するか （『論座』2003年7月号）
- 核・ミサイルと心中覚悟の金正日総書記 （『ポリシーフォーラム』第11号2003年7月1日号）
- 米朝に柔軟な態度が出てきた今が好機 （『週刊金曜日』2003年8月8日号）
- イラク戦争で高まった国連改革の機運を生かせ （『週刊金曜日』2003年11月28日号）
- 拉致解決と日朝打開のために小泉首相特使を平壌に送れ （『ポリシーフォーラム』2004年1月1日号）
- 日本核武装論と北朝鮮脅威論を拝す （『核・原子力ニューズ』2004年1月15日号）
- 米朝休戦協定から平和条約へ/朝鮮半島冷戦構造終焉の道 （『SENKI』 2004年2月5日号）
- 国連改革と日本の「国際貢献」 （『論座』2004年5月号）
- 季刊『理戦』（The Ideology Front） 76号 （2004 Spring） 実践社 2004年4月 ISBN 4-916043-71-5
  - 「日本は米国にもの申し、国連を強化せよ」を収録
- 北朝鮮船入港禁止法案は百害あって一利なし （『民族時報』2004年4月11日号）
- 間違いだらけの北朝鮮報道 （『マスコミ市民』2004年8月号）
- シンポジウム再録「日朝国交正常化早期実現を求めて」 （『軍縮問題資料』2004年9月号）
- 核と共存する英知を身につけよう/核廃絶は不可能 （『世界日報』2004年8月29日）
- 小学生の英語教育は不必要(1)(2)(3)(4) （教育新聞「オピニオン」欄2004年8-9月）
- 北朝鮮は「核」保有していない （『核・原子力ニューズ』2004年9月15日号）
- 安保理常任理になるということ （毎日新聞「発言席」2004年10月3日）
- 日朝国交正常化を阻む壁 （季刊『理戦』第78号2004年10月）
- 韓国の秘密実験はムクゲのつぼみ （『週刊金曜日』2004年10月8日）
- シンポジウム再録「いま日米安保を考える」（『マスコミ市民』2004年10月号）
- 発言の場確保が最大の利益/安保理常任理入り （『世界日報』2004年10月31日）
- 安保理常任理入りをめぐる国内論議は間違いだらけ （『ポリシーフォーラム』2004年11月1日号）
- ブッシュ再選でNPT体制は事実上崩壊 （『核・原子力ニューズ』2004年11月15日号）
- IAEA（国際原子力機関）の光と影 （『週刊金曜日』2004年12月17日号）
- メディアが煽る北朝鮮脅威論と経済制裁の功罪 （『マスコミ市民』2005年1月号）
- 地球市民としてのエリート養成を! （『世界日報』2005年1月23日）
- 北朝鮮は「核弾頭」を保有していない （『週刊金曜日』2005年2月25日号）
- 拉致解決は日朝国交正常化によってのみ可能 （『ポリシーフォーラム』2005年3月1日号）
- 日本の安保理常任理入りへ正念場 （『世界日報』2005年4月3日）
- 地球市民としての新エリート教育を （教育新聞「オピニオン」欄2005年4月4日）
- 講演記録「拉致解決は日朝国交正常化によってのみ可能」 （『アジア記者クラブ通信』2005年6月）
- 米朝対話復活で孤立化する日本 （『週刊金曜日』2005年5月27日号）
- 空洞化するNPT体制/再検討会議決裂 （『核・原子力ニューズ』2005年6月15日号）
- NPTを決裂させたのは米国の単独行動主義 （『論座』2005年8月号）
- 誤算続きで実現困難に/日本の安保理常任理入り （『世界日報』2005年8月14日）
- 軽水炉取得は金日成の遺訓 （『週刊金曜日』2005年9月30日号）
- エルバラダイとIAEAのノーベル平和賞受賞に疑問あり （『週刊金曜日』2005年10月21日号）
- 変質するノーベル平和賞 （『世界日報』2005年10月30日）
- 提携強める中朝韓/孤立する日本――学者版6者協議に出席して （『アジアフォーラム』2005年11月）
- 「西欧の良識」がエール/原発推進機関にノーベル賞 （朝日新聞夕刊文化欄2005年12月8日）
- 朝鮮半島非核化と平和統一めざして （『民族時報』2005年12月15日）
- 全世界がインドに熱いまなざし （『世界日報』2005年12月25日）
- 根が深いイランの核開発 （『週刊金曜日』2006年2月17日号）
- 日本も国連事務総長選に立候補を （朝日新聞「私の視点」2006年2月24日）
- イランの核開発、朝鮮とは違う/米国は本質を見極めよ （『朝鮮新報』2006年2月27日号）
- 深刻なイランの核開発 （『世界日報』2006年4月9-16日合併号）
- イラン核開発は米・イラン和解でしか解決しない （『核・原子力ニューズ』2006年4月15日号）
- 北朝鮮ミサイル発射狂騒曲/狙いは米国、日本だけが空騒ぎ （『マスコミ市民』2006年8月号）
- ミサイル発射に過剰反応/笑い者になった日本 （『民族時報』2006年8月1日）
- レバノン即時停戦を訴える （『世界日報』2006年8月13日）
- “暴挙”が国内では“勝利”に転じた日本の国連外交 （『マスコミ市民』2006年9月号）
- 核実験強行に追い込まれる北朝鮮 （『ポリシーフォーラム』2006年9月1日号）
- 核とミサイルに体制存続を賭ける金正日総書記 （『核・原子力ニューズ』2006年10月15日号）
- 北朝鮮の核実験で矛盾を露呈したNPT体制 （『日本の進路』2006年10月号）
- シンポジウム記録「北東アジア非核地帯構想を改めて訴える」 （日韓共催シンポジウム2006年10月28日）
- 日本は制度上核武装は不可能 （『世界日報』2006年10月29日）
- 日本は核武装できない仕組みになっている （『ポリシーフォーラム』2006年11月1日号）
- 日本核武装論は裏づけの乏しい感情論 （朝日新聞「私の視点」2006年12月19日）
- 巻頭エッセー「私と北朝鮮」 （スペース伽倻『社会評論』2007年冬号）
- 米朝直接交渉以外に「北」の核危機解決策はない （『ポリシーフォーラム』2007年1月1日号）
- 日本は望んでも核武装できない――北「核危機」解決のシナリオ （岩波『世界』2007年1月号）
- フセイン処刑はシーア派の報復 （『世界日報』2007年1月14日）
- 北朝鮮「核危機」の本質を理解しない輩ども/日本核武装論を嗤う（上）（『SENKI』2007年1月15日号）
- 悔しくても絶対に実現しない日本核武装/同（下） （『SENKI』2007年1月25日号）
- 悔しくても絶対に実現しない日本核武装 （季刊『理戦』第87号2007年1月）
- 日本の核武装は根拠ない空論 （『社会新報』<社民党機関紙>2007年1月31日号）
- 北朝鮮核実験と日本核武装論の虚実 （『マスコミ市民』2007年2月号）
- イランは核開発を諦めない、しかし保有までは前途遼遠 （『核・原子力ニューズ』2007年2月15日号）
- 日印原子力協力を推進せよ （『NERIC NEWS』2010年12月号）
- 米朝の相互不信をどう克服するか（『NERIC NEWS』2011年1月号）

このほか、下記の雑誌・新聞に連載記事・コラムを寄稿
- 連載コラム「新地球社会学」 （月刊『宝石』<光文社刊、その後廃刊>1991―93年）
- 連載コラム「日本の常識・世界の非常識」（月刊『新潮45』1993-95年）
- 産経新聞の紙面批評担当（1994-95年）
- 連載コラム「日本のOBJECTION」 （月刊『政界』1996-98年）
- 時評ウェーブ欄 （『電気新聞』2001年―現在連載中）
- サンデービューポイント （『世界日報』日曜版 2004年―現在連載中）